# Bashkardi
Le bashkardi ou bashkurdi est une langue iranienne parlée par les bashkurdes dans le sud-est de l'Iran dans les provinces du Kerman, Sistan et Balouchestan, et Hormozgan. Le bashkardi a de nombreux dialectes, ceux-ci formant une transition du larestani (en) au baloutche.

## Source
- (en) « Baškardi », dans Encyclopædia Iranica (lire en ligne)